# Aras (Hiszpania)
Aras – gmina w Hiszpanii, w Nawarze, o powierzchni 17,72 km². W 2011 roku gmina liczyła 185 mieszkańców.